# Crónica de castas
Crónica de castas es una serie de televisión mexicana producida en el 2014 por Ojo de hacha producciones y Once TV México, dirigida por Daniel Giménez Cacho, producida por Andrés Solano y con guion original a cargo de Jimena Gallardo, Tiosha Bojórquez y Nuria Ibáñez. 
Se transmitió los jueves, del 3 de abril al 30 de mayo del 2014, a las 23:00 horas, con repetición los domingos a las 22:00 horas. Se retransmitió a partir del jueves, 31 de julio del 2014, a las 23:00 horas, con repetición los domingos, a las 22:00 horas.[cita requerida]

## Sinopsis
Esta serie de nueve episodios de ficción cuenta las historias de Yolanda, una española afincada en México que oculta un pasado oscuro; Raúl, su hijo, quien busca conocer la verdadera identidad de su padre, a quien creía muerto hace 24 años; y Lucía, una joven de clase alta que llega a vivir al barrio, harta del acoso de Octavio –el amante de su madre– y de la indiferencia de esta. A ello se suman las historias de otros personajes que van formando un entramado en torno al Hotel Galicia, enclavado en el corazón de Tepito.
Este mosaico de historias, que corren en paralelo y a veces se entrelazan, deja ver gran parte de los prejuicios sociales que muestran el clasismo y el racismo que se evidencia, como parte de una realidad histórica que resulta difícil ignorar.
En un tono realista, Crónica de castas explora la dimensión dramática de los personajes en su más profunda complejidad, ya que viven al límite sus deseos y frustraciones mientras hacen frente a la violencia como parte del entorno y de su propia supervivencia pero, ante todo, muestran con gran vitalidad aquellos aspectos humanos que, más que separarlos, en realidad los unen.

## Reparto

### Principales
| Actor          | Personaje        |
| -------------- | ---------------- |
| Naian Norvind  | Lucía            |
| Harold Torres  | Raúl             |
| Nailea Norvind | Elena            |
| Mauricio Isaac | Camilo           |
| Ángela Molina  | Yolanda          |
| María Rojo     | Berta            |
| Rafael Inclán  | Julián Hernández |

### Secundarios
| Actor                            | Personaje        |
| -------------------------------- | ---------------- |
| Mauricio Hernández "Aczino"      | Delirio Urbano   |
| Rodrigo Corea                    | Manlio           |
| Pedro de Tavira                  | Bruno            |
| José Sefami                      | León, el Shajato |
| Lourdes Ruiz, la reina del Albur | Cleo             |
| Martín Camarillo                 | El Rajas         |
| Patricia Ortiz                   | Chamiza          |
| Raúl Briones                     | Pointer          |
| Alfredo Herrera                  | Harlem           |
| Paco Manzanedo                   | Katu, el vasco   |
| David Illescas                   | Bonifacio        |
| Alondra Hidalgo                  | Lola             |

## Personajes

### Lucía
Lucía, 24 años (Naian González): Es atractiva e inteligente, rubia y de ojos verdes. Desde muy pequeña, ha vivido en diversos países, rodeada de lujos y comodidades. Lucía aparentemente ha gozado de todo, pero le ha faltado lo que más anhela: el amor y la contención de su familia.
Ella enfrentando la indiferencia y egolatría de su madre, Elena, así como el permanente acoso del amante de esta, Octavio. Al ya no poder soportar más esta situación, Lucía decide huir y de pronto su esfera de vida se interseca con la de Raúl, quien le mostrará un mundo opuesto a todo lo que ella conocía: un espacio tan vital y humano, como alucinante y complejo.

### Raúl
Raúl, 24 años (Harold Torres): Es moreno, atractivo, honesto e inteligente: siempre echado para adelante ante cualquier persona y situación. Vive en Tepito, donde sabe resolver el día a día con gran valentía y sin andarse con rodeos para resolver las cosas. Divide su día entre manejar un taxi, apoyar en todo lo necesario dentro del viejo Hotel Galicia –administrado por su madre de nacionalidad española, Yolanda– y entrenar boxeo en el gimnasio Gloria.
Desde pequeño se caracterizó por su entusiasmo, voluntad y capacidad para los golpes, que sólo imparte cuando es necesario, porque en el fondo rechaza cualquier forma de violencia. Por todo ello, es querido y respetado en el barrio. Él se define como un auténtico Homo tepitecus, esto es, un hombre que: “... salió chingón pal putazo, bueno pal baile, diestro con el cuchillo y que no se pone de tiro al blanco de nadie”. De pronto, debe enfrentar la noticia de que su padre, a quien creía muerto, guarda un extraño secreto, y a ello se suma la llegada de Lucía a su vida.

### Yolanda
Yolanda, 58 años (Ángela Molina): Es una gallega de origen campesino afincada en México desde hace años. Aguda, directa e inteligente, Yolanda conserva a su edad una gran lozanía, así como los rasgos de lo que se adivina fue una enorme belleza que aún no se ha borrado. Es administradora del Hotel Galicia, enclavado en el corazón del barrio de Tepito, y ama al Galicia como si le fuera propio, porque su vida gira en torno a éste. Ella afirma no tener familia en España y, por otra parte, la comunidad española en México nunca la reconoció, por lo que ha perdido todo contacto con su cultura de origen y es considerada como una mujer que se ha hecho un camino sola.
En torno a ella se entreteje un pasado confuso y misterioso que parecía olvidado, pero al que de pronto ella debe dar la cara, sobre todo ante su hijo Raúl.

### Elena
Elena, 50 años (Nailea Norvind): Es la madre de Lucía. Proviene de una familia europea; es rubia y esbelta; frívola y cruel con su hija. Elena centra sus pasiones en la literatura y en Octavio, su amante. En permanente rechazo y confrontación con su hija, Elena sólo piensa en ella misma, en retener a Octavio y en sus autoproclamados éxitos profesionales. La obsesión que tiene por cuidar su imagen deja ver sus grandes inseguridades y temores...

### Camilo
Camilo (Mauricio Isaac): Es un joven gay, travesti y estilista, que además es un gran jugador de fútbol en el equipo tepiteño 'Las gardenias'. Un día lo invitan a jugar un partido especial, mismo que termina en gloriosa goliza para la 'Gardenia' y una penosa derrota para el otro equipo. Después del juego Camilo decide festejar; lo que no sabe es que esa noche conocerá el amor.

### Manlio
Manlio (Rodrigo Corea): Es un joven de clase media que estudia y juega en un equipo de fútbol con sus amigos, quienes pertenecen a un nivel económico más alto. Esta diferencia lo hace objeto constante de burlas y abusos, en especial de Bruno, el más adinerado y poderoso de los compañeros. Sin embargo, su vida está a punto de dar un giro muy drástico.

### Bruno
Bruno (Pedro de Tavira): Es el clásico 'hijo de papá', que se siente con el derecho natural de molestar, discriminar y abusar de los demás. Es el líder del grupo de amigos del que forma parte Manlio.

### León
León, el Shajato, más de 60 años (José Sefami): Simpático y dicharachero, León es todo un personaje en el barrio. Es dueño de una tienda de telas en Tepito, y vive indiferente ante el desprecio de la comunidad judía a la que pertenece. Está enamorado de Raquel, una vecina judía que lo considera un Casanova.

### Cosmo
Cosmo, el goy (Jorge Adrián Espíndola): Joven ayudante de toda la vida de León, ve a éste como a un padre. Cosmo está desesperadamente enamorado de Melina, pero ella está más desesperada por salirse de su casa, así que, para que se case con ella, lo amenaza con dejarlo. Bajo esta presión, Cosmo roba una buena suma de dinero a León.

### Cleo
Cleo (Lourdes Ruíz 'La reina del albur')

### El Rajas
El Rajas (Martín Camarillo): Siempre ha sido un digno representante del barrio. Se caracterizaba por andar de 'cabroncito', aunque eso terminó cuando fue víctima de unos tipos que lo dejaron en silla de ruedas. Un día, su primo encuentra a un médico que a través de la acupuntura asegura que lo pondrá de pie, siempre y cuando le paguen bien y no dejen de abastecerlo de su mayor vicio, 'la piedra'.

### Chamiza y Pointer
Chamiza (Patricia Ortiz) y Pointer (Raúl Briones) son los encargados de juzgar a Katu, un vasco que trafica con armas ilegales. Su objetivo es averiguar si se 'quebrará' fácilmente o será digno de acceder al complejo mundo de Tepito.

### Harlem
Harlem (Alfredo Herrera): Ha vivido toda su vida en el barrio. Es amigo de Raúl y le gusta Lucía, con quien también establece una amistad. Se dedica a vender fayuca, tecnología de contrabando.

### Katu, el vasco
Katu, el vasco (Paco Manzanedo): Exsoldado del ETA, ha llegado a México después de que fracasara la lucha por la separación del País Vasco de España. Para hacerse de recursos, Katu visita el barrio de Tepito con un cargamento de armas, y con la esperanza de rehacer su vida.

### Bonifacio y Lola
Bonifacio es un adolescente originario de Santa María Chimalapa, Oaxaca, que trabaja de 'diablero' en Tepito, lo que significa que pertenece al estrato más bajo del barrio.
Lola es una joven de familia tepiteña, que tiene unos padres que jamás tolerarán su noviazgo con un 'indio' como Bonifacio, que ni siquiera habla bien el español.

## Episodios
- Anexo:Episodios de Crónica de Castas

## Banda sonora
Tema Original
- Castas de Nadie - Centavrvs y Camilo Lara

- Canción1 - Artista1
- Canción2 - Artista2
- Canción3 - Artista3